# بوريس بافيتش
بوريس بافيتش (بالكرواتية: Boris Pavić)‏ هو مدرب كرة قدم ولاعب كرة قدم كرواتي في مركز الدفاع، ولد في 4 ديسمبر 1973 في سيني، كرواتيا في كرواتيا. لعب مع إنتر زابرشيتش ونادي رادنيتشكي سبليت ونادي رييكا ونادي سيدني يونايتد 58 ونادي سيغيستا ونادي سيليك زينيكا ونادي فاراجدين.